# جاناتان آیو
سر جاناتان پاول "جانی" آیوْ (به انگلیسی: Sir Jonathan Paul "Jony" Ive) (معروف به جانی آیو) (متولد ۲۷ فوریه ۱۹۶۷ در محله چینگفورد در لندن) نائب رئیس ارشد بخش طراحی صنعتی در شرکت اپل بود. از مهم‌ترین محصولات این شرکت که وی در طراحی آن‌ها همکاری داشته‌است می‌توان رایانهٔ آی‌مک، مک بوک پرو، مک بوک ایر، آی‌پاد، آی‌پاد تاچ، آیفون، آی‌پد و آی‌اواس ۷ را نام برد.
سر جاناتان آیو ملقب به طراح طراحان، در سال ۲۰۰۶ به پاس خدماتش به طراحی صنعتی، مفتخر به دریافت رتبه امپراتوری بریتانیا با درجهٔ «فرمانده» (CBE) و در سال ۲۰۱۲ به پاس خدمات به طراحی صنعتی و اقدامات نوآورانه‌اش، به رتبه امپراتوری بریتانیا با درجه «شوالیه» (KBE) نایل گردید.
اپل در کنفرانس WWDC13 که در آن آی او اس ۷ معرفی شد، لقب او را به نایب رئیس ارشد بخش طراحی صنعتی به روز کرد. وی همچنین مدیر کالج سلطنتی هنر است.

## برخی طراحی‌های معروف
جاناتان آیو برای کاهش ضخامت هرچه بیشتر آی‌پد نسل دوم، فرایند ساخت را بارها و بارها بهبود بخشید و سفری ۱۴ ساعته را تحمل کرد و به دیدار یکی از استادان خبره ژاپنی در امر ساخت شمشیر سامورایی رفت و با الهام از فرایند ساخت شمشیر سامورایی، طراحی بدنه فلزی آیپد نسل دوم و چیدمان قطعات سیلیکونی داخل آن را آنقدر تراش داد و اصلاح کرد، تا ضخامت آی‌پد نسل دوم نسبت به نسل قبلی‌اش تا یک سوم کاهش یابد و سبک‌تر شود.
جانی آیو را می‌توان با جان سپاری‌اش در پرداختن به جزئیات تعریف کرد. وقتی در اواخر دهه ۹۰ استیو جابز از او خواست که کامپیوتری با رنگ‌های شاد بسازد -که بعدها به آی‌مک معروف شد- او ساعت‌ها در یک کارخانه تولید شیرینی وقت صرف کرد تا از رنگ‌ها الهام بگیرد و با کارش به دنیا بگوید: این دستگاه فقط برای کار نیست، برای لذت بردن و سرگرمی هم هست.
طراحی آیمک به سال ۱۹۹۸ و پس از آن طراحی‌های به‌یادماندنی آیپاد، آیفون و آیپد، به اپل کمک کردند که نه تنها تبدیل به شرکتی شود که طراحان در آن زمامدار امور هستند بلکه حتی به قله ارزشمندترین شرکت جهان نیز برسد.
در ۲۹ اکتبر ۲۰۱۲ اپل اعلام کرد که «جانی آیو رهبری و جهت دهی واسط کاربری را در سراسر شرکت ارائه می‌دهد، به علاوه به عنوان رهبر طراحی صنعتی است.»
یکی از جملات معروف وی "ما اعتقاد داریم مشتری هامون می‌تونن توجه و دقتی رو که ما توی محصولات‌مون قرار داده‌ایم حس کنن" بود.

## وظیفه جدید در اپل
پس از تغییرات مدیریتی در سطح کلان مدیریتی شرکت اپل در اکتبر ۲۰۱۲، سر جاناتان آیو، به جایگاه مدیر و رهبر رابط انسانی (به انگلیسی: Human Interface) محصولات در شرکت اپل منصوب شد. این وظیفه، کنار وظیفه اصلی او که همان طراحی صنعتی است، قرار می‌گیرد.

## دوران کودکی و نوجوانی
جاناتان آیو در چینگ فورد (حومه شهر لندن) به دنیا آمد. شغل پدرش نقره کاری بود.
او ابتدا در بنیاد مدارس چینگ فورد حضور داشت و سپس به دبیرستان والتون در استافورد رفت. او هنگامی که به والتون رفت استعدادهای چشمگیرش در طراحی و رسم آشکار شد. بعد از آن او در رشته طراحی صنعتی در دانشگاه نیو کاسل پلی تکنیک (اکنون دانشگاه نورتامباریا) درس خواند.

## جدایی از اپل
اپل در 27 ژوئن 2019 به طور رسمی اعلام کرد که جانی آیو از کمپانی اپل جدا خواهد شد. آیو با قصد راه اندازی شرکت خود با نام LoveFrom از اپل جدا شد ولی هر دو طرف اعلام کردند که همچنان با هم همکاری خواهند داشت. جدایی جانی آیو حتی روی سهام اپل نیز تاثیر گذار بود و خبر جدایی وی باعث شد که سهام اپل سیر نزولی به خود بگیرد.

## زندگی شخصی
جاناتان آیو در دبیرستان با هِدِر پگ آشنا شد. آن‌ها در سال ۱۹۸۷ با هم ازدواج کردند و دو فرزند دوقلو دارند. آن‌ها هم‌اکنون در سان فرانسیسکو زندگی می‌کنند.